# Yelicones luridus
Yelicones luridus är en stekelart som beskrevs av Papp 1991. Yelicones luridus ingår i släktet Yelicones och familjen bracksteklar. Inga underarter finns listade i Catalogue of Life.